# Må världen beljuga, fördöma och klandra
Må världen beljuga, fördöma och klandra är en psalmsång med fyra 4-radiga verser och en 4-radig kör, vars bägge sista rader tas i repris. Texten är författad av predikanten och psalmförfattaren i Helgelseförbundet Emil Gustafson. I dennes egen psalmbok Hjärtesånger 1895 är sången inte medtagen, såvitt kan bedömas av titelraden i förstaversen och kören.

## Publicerad i
- Herde-Rösten 1892 som nr 7 med titeln Saliga ären I under rubriken Lov och tacksägelse.
- Örebromissionens Musik till Andliga sånger 1936, som nr 393